# Saint-Cirgues-en-Montagne
 Saint-Cirgues-en-Montagne  es una población y comuna francesa, ubicada en la región de Ródano-Alpes, departamento de Ardèche, en el distrito de Largentière y cantón de Montpezat-sous-Bauzon.

## Demografía
| 543 | 498 | 462 | 397 | 361 | 285 |
| Para los censos de 1962 a 1999 la población legal corresponde a la población sin duplicidades (Fuente: INSEE [Consultar]) |     |     |     |     |     |